# Stratégie (théorie des jeux)
Pour les articles homonymes, voir Stratégie (homonymie).
 (décembre 2019).
Si vous disposez d'ouvrages ou d'articles de référence ou si vous connaissez des sites web de qualité traitant du thème abordé ici, merci de compléter l'article en donnant les références utiles à sa vérifiabilité et en les liant à la section « Notes et références ».
En théorie des jeux, la stratégie d'un joueur est l’une des options qu’il choisit dans un contexte où le résultat dépend non seulement de ses propres actions, mais également de celles des autres . La stratégie d'un joueur déterminera l'action qu'il entreprendra à n'importe quel stade de la partie. 
Une stratégie est un algorithme complet pour jouer à un jeu permettant au joueur de déterminer ce qu’il doit faire dans toutes les situations possibles du jeu. 

## Profil stratégique
Le profil stratégique d'un joueur est l'ensemble de stratégies qui spécifie les choix qu'il fait durant la partie. Le profil stratégique est défini par une ou un ensemble de stratégies utilisées par un joueur (par exemple, un profil offensif ou défensif).

## Ensemble de stratégies
L'ensemble de stratégies d'un joueur englobe les stratégies étant à sa disposition. 

### Ensembles fini et infini
Un jeu a un ensemble de stratégies fini si toutes les stratégies qu'il comporte sont déterminées. Par exemple, une partie de pierre-papier-ciseaux comprend un seul mouvement de chaque joueur — faits sans connaître celui de l'autre, et non comme une réponse — de sorte que chaque joueur dispose du jeu de stratégie fini.
Un jeu de stratégie qui ne remplit pas ces critères est infini. Par exemple, le jeu de coupe du gâteau a un continuum borné dans le jeu de stratégies {Coupez n'importe où entre 0 et 100 % du gâteau}. 
Dans un jeu dynamique, le jeu de stratégies comprend les règles possibles qu'un joueur peut donner à un robot ou à un agent sur la manière de jouer. Par exemple, dans le jeu de l'ultimatum, la stratégie définie pour le deuxième joueur comprendrait toutes les règles possibles pour lesquelles des offres sont à accepter et à rejeter.
Dans un jeu bayésien, le jeu de stratégies est similaire à celui d'un jeu dynamique. Il se compose de règles concernant les actions à entreprendre pour toute information privée éventuelle. 

### Choisir un jeu de stratégie
Dans la théorie des jeux appliquée, la définition des ensembles de stratégies est un élément important pour rendre un jeu résoluble et significatif à la fois. Le théoricien des jeux peut utiliser la connaissance du problème global pour limiter le nombre de stratégies et faciliter le choix.
Par exemple, à proprement parler, dans le jeu Ultimatum, un joueur peut avoir des stratégies telles que: rejeter les offres de (1 $, 3 $, 5 $, ..., 19 $), accepter les offres de (0 $, 2 $, 4 $, ..., 20 $). L'inclusion de toutes ces stratégies crée un très grand espace stratégique et un problème quelque peu difficile. Un théoricien du jeu peut plutôt croire qu'il peut limiter le jeu de stratégies à : {Refuser toute offre ≤ x, accepter toute offre> x ; pour x dans (0 $, 1 $, 2 $, ..., 20 $)}.

## Stratégies pures et mixtes
Une stratégie pure fournit une définition de la manière dont un joueur va jouer à un jeu. Elle permet de déterminer le coup qu’un joueur effectuera dans toutes les situations auxquelles il pourrait être confronté. L' ensemble de stratégies d'un joueur est l'ensemble des stratégies pures  dont il dispose.
Une stratégie mixte est l'attribution d'une probabilité à chaque stratégie pure. Cela permet au joueur de choisir au hasard une stratégie pure. Puisque les probabilités sont continues, il existe une infinité de stratégies mixtes disponibles pour un joueur. 
Bien sûr, on peut considérer une stratégie pure comme un cas dégénéré de stratégie mixte, dans laquelle cette stratégie pure particulière est sélectionnée avec la probabilité 1 et toutes les autres stratégies avec la probabilité 0 . 
Une stratégie totalement mixte est une stratégie mixte dans laquelle le joueur attribue une probabilité strictement positive à chaque stratégie pure. Les stratégies totalement mixtes sont importantes pour le raffinement de l’équilibre, comme l’équilibre parfait des mains tremblantes.